# ティム・クック
“ティム”ティモシー・ドナルド・クック（Timothy Donald "Tim" Cook、1960年11月1日 - ）は、アメリカ合衆国の実業家。Appleの最高経営責任者（CEO）。2005年よりナイキの社外取締役も務める。
『フォーブス』誌の「世界で最も影響力のある人物」リストでは、2018年に24位に選ばれている。

## 人物
アラバマ州ロバーツデール出身。3兄弟の次男で、父は造船所の労働者、母は薬局に勤務していた。1978年にロバーツデール高校を首席で卒業した後、1982年にオーバーン大学で生産工学分野の理学士を取得した。
スティーブ・ジョブズを敬愛しており、2025年の時点でも残されているInfinite Loopにあるジョブズのオフィスを訪れてヒントを得るモチベーションにしている。

## キャリア

### Apple以前
大学卒業後、IBMパーソナルコンピュータ事業北米ディレクターとして12年を過ごし、最終的には北米フルフィルメント担当ディレクターを務めた。この間、デューク大学フクア経営大学院で奨学生となりMBAを取得した。その後、Intelligent Electronics社のCEOを務めた。
1997年にはコンパックで資材担当のバイスプレジデントに就任したが、半年後、辞任したマルコ・ランディの後任のCOOとしてスティーブ・ジョブズからの誘いを受け、1998年にApple Computerに入社した。

### Apple入社以降

#### 初期のキャリア
クックの最初の役職はワールドワイドオペレーション担当の上級副社長だった。その後、2000年10月9日のミッチ・マンディッチの引退に伴い、ワールドワイドセールス担当を兼任。2002年のワールドワイドセールス＆オペレーションズ担当エグゼクティブ・バイスプレジデント就任を経て、2005年10月14日には最高執行責任者（COO）に昇格した。
COO昇格後は、CEO（当時）のスティーブ・ジョブズの元で経営の実務面を担当。工場と倉庫を閉鎖して契約製造業者に置き換えたことで、社が抱える在庫を数か月から数日に短縮した。そうした手腕によってコストを抑制したことが、当時のAppleで莫大な利益を生み出すことに貢献し、高く評価された。

#### AppleのCEOとして
2009年と2011年の2回にわたり、病気治療のため休職したジョブズに代わってCEO代行を務めた後、2011年8月24日、ジョブズの引退に伴いCEOに就任した。2020年までにAppleの時価総額は3,480億ドルから1.9兆ドルに増加した。2023年にAppleは収益で3,943.3億ドルとなり、世界最大のテクノロジー企業となった。

#### リーダーシップ
AppleのCEOとして、クックは平日の午前4時半から定期的に部下にメールの送信を行い、また、過去には翌週の業務の準備のために日曜の夜に電話でスタッフ会議を開くなど、ワーカホリックな人間として知られている。また、表計算ソフトによる数字の管理に長けており、わずかな数字の違いも見逃さないとされる。
2013年5月、自身のリーダーシップは人材、戦略、実行に重点を置いていると語り、「この3つを正しく行えば、世界は素晴らしい場所になる」と説明した。また、クックのリーダーシップの下でAppleは慈善団体への寄付を増やし、2013年には環境保護庁長官を務めていたリサ・ジャクソンを招聘し、再生可能エネルギー活動の開発を支援した。

## プライベート

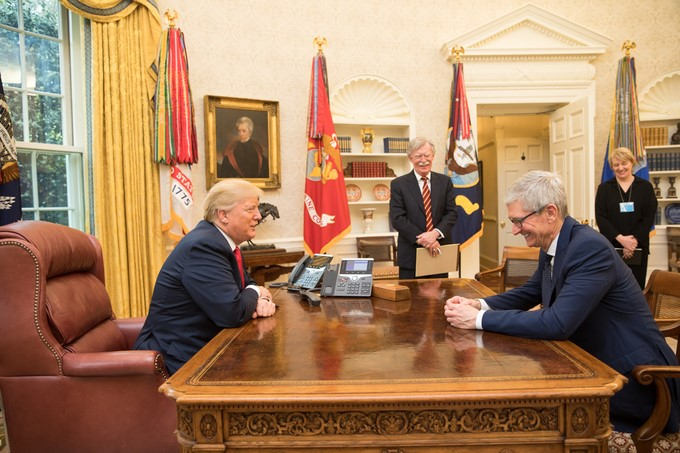
ホワイトハウスでトランプ大統領と会談するクック（2018年4月25日）

フィットネスの愛好家であり、ハイキング、サイクリング、ジム通いを楽しむことで知られている。また、プライバシーのためにキャンパス外のフィットネスセンターを利用するなど、私生活についてはほとんど公表されていない。
2014年10月30日、自身がゲイ（同性愛者）であることを明かすことで同じ立場の人々を励ますためとして、『ブルームバーグ・ビジネスウィーク』11月3日号に寄稿し、カミングアウトした。クックはフォーチュン500社のCEOの中では、自身がゲイであることを公表した最初の人物である。
中華人民共和国の清華大学経済管理学院顧問委員会のトップである主席（会長）を務め、国家主席（党総書記）の習近平とも会見している。